# Royal Rumble (2015)
Cet article concerne l'édition 2015 du pay-per-view Royal Rumble. Pour toutes les autres éditions, voir Royal Rumble.
L'édition 2015 du Royal Rumble est une manifestation de catch (lutte professionnelle) télédiffusée et visible uniquement en paiement à la séance ainsi que gratuitement sur la chaîne de télévision française AB1. L'événement, produit par la World Wrestling Entertainment (WWE), a eu lieu le 25 janvier 2015 au Wells Fargo Center à Philadelphie, dans l'État de Pennsylvanie. Il s'agit de la vingt-huitième édition du Royal Rumble, qui fait partie avec WrestleMania, le SummerSlam et les Survivor Series du « The Big Four » à savoir « les Quatre Grands », pay-per-view annuel qui, comme son nom l'indique, propose un Royal Rumble match en tête d'affiche. Le show sera le premier pay-per-view de la WWE en 2015.
Comme l'année précédente, l'événement est devenu tristement célèbre en raison des notes très négative du public, surtout à cause du Royal Rumble match remporté par Roman Reigns. Cependant, le Triple Threat match entre Seth Rollins, John Cena et Brock Lesnar pour le championnat du monde poids-lourd de la WWE a reçu l'acclamation des fans et des critiques.
L'événement a reçu 145.000 achats (hors vues WWE Network), en baisse de 467.000 achats de l'année précédente.

## Contexte
Les spectacles de la WWE en paiement à la séance sont constitués de matchs aux résultats prédéterminés par les scénaristes de la WWE. Ces rencontres sont justifiées par des storylines — une rivalité avec un catcheur, la plupart du temps — ou par des qualifications survenues dans les émissions de la WWE telles que Raw, SmackDown, Superstars et Main Event. Tous les catcheurs possèdent un gimmick, c'est-à-dire qu'ils incarnent un personnage gentil ou méchant, qui évolue au fil des rencontres. Un pay-per-view comme Royal Rumble est donc un événement tournant pour les différentes storylines en cours.

### Royal Rumble match
Comme chaque année depuis 1988, le pay-per-view comportera un Royal Rumble match dans lequel le vainqueur aura une opportunité d'avoir un match pour le WWE World Heavyweight Championship à WrestleMania 31.

### Paige & Natalya vs The Bella Twins
Lors du RAW du 5 janvier, Paige aide Natalya à vaincre Nikki Bella, lors du Main-Event du 6 janvier, Natalya fait de même à Paige pour vaincre la jeune femme. Lors de l'épisode du 12 janvier, Brie Bella a vaincu Paige à la suite de la distraction par Tyson Kidd. Le 15 janvier, Natalya a vaincue Nikki par soumission. Le 19 janvier, Paige et Natalya battent Summer Rae et Alicia Fox.

### Cesaro & Tyson Kidd vs The New Day
Le 5 janvier, Cesaro et Tyson Kidd ont attaqué Kofi Kingston et Xavier Woods, Adam Rose a donc vaincu Big E. Le 19 janvier, Big E et Kofi battent Cesaro et Kidd. Plus tard dans la nuit, il a été annoncé que New Day ferait face à Cesaro, Kidd et Rose dans un Six-man  Le 19 janvier, épisode de Raw, Big E et Kofi défait Cesaro et Kidd. Plus tard dans la nuit, il a été annoncé que la nouvelle journée ferait face à Cesaro, Kidd et Rose dans un Six-man elimination tag team match dans le Royal Rumble Kickoff Show.

### The Ascension vs The New Age Outlaws
Le 29 décembre 2014, l'Ascension (Konnor et Viktor) ont fait leurs débuts dans le main-roster de la WWE. Au cours des prochaines semaines, le duo pourrait facilement vaincre des lutteurs et se comparer aux Tag Team célèbres, comme The Road Warriors. Le 19 janvier, l'Ascension ont été confrontés et attaqué par la nWo, l'APA et les New Age Outlaws (Billy Gunn et Road Dogg) après que l'Ascension ait interféré dans le segment de retrouvailles de la nWo. Plus tard dans la nuit, il a été annoncé que l'Ascension allait affronter les New Age Outlaws à l'événement.

### Brock Lesnar contre John Cena contre Seth Rollins
Le 21 juillet à Raw, Paul Heyman a annoncé que son client, Brock Lesnar affrontera John Cena à SummerSlam 2014 pour le WWE World Hevyweight Championship. Lors de SummerSlam 2014, Lesnar bat Cena et devient le nouveau WWE World Hevyweight Champion. Le 19 août, Triple H accorde un match revanche à John Cena. Lors de Night of Champions 2014, Cena bat Lesnar par disqualification à la suite d'une intervention de Seth Rollins. Lors du Raw du 13 octobre, le chef des opérations de la WWE, Triple H a annoncé que Dean Ambrose affrontera Cena et que la gagnant de ce match affrontera Seth Rollins à Hell in a Cell 2014 dans un Hell in a Cell match. Plus tard dans la soirée Triple H annonce que le perdant du match entre Ambrose et Cena fera face à Randy Orton à Hell in a Cell 2014 dans un Hell in a Cell match aussi, Cena ayant perdu le match face à Ambrose il affrontera donc Randy Orton. Lors du Raw du 20 octobre, Triple H a annoncé que le match entre Orton et Cena serait pour un match pour WWE World Heavyweight Championship. Lors d'Hell in a Cell 2014, il bat Randy Orton dans un match simple et devient le prétendant no 1 au titre mondial face à Lesnar. Quelques semaines plus tard, il est annoncé que Cena affrontera Rollins à TLC: Tables, Ladders and Chairs 2014 et que si Cena perd, son match de championnat pour le WWE World Heavyweight Championship contre Brock Lesnar sera annulé. Le match fut remporté par Cena et il conserve donc sa place de prétendant no 1 au titre mondial. Ce match fut annoncé comme le chapitre final entre eux.
Le 5 janvier lors de Raw, une semaine après le retour de Triple H et Stephanie McMahon, ils intègrent Seth Rollins dans le match pour le WWE World Heavyweight Championship lors du Royal Rumble 2015 face à Brock Lesnar et à John Cena dans un Triple Threat match.

## Tableau des matchs
| #                                                                | Matchs | Stipulations | Temps |
| ---------------------------------------------------------------- | --- | --- | ----- |
| Pre-Show                                                         | Cesaro et Tyson Kidd (avec Adam Rose et Natalya) battent The New Day (Big E et Kofi Kingston) (avec Xavier Woods) | Tag Team match | 11:03 |
| 1                                                                | The Ascension (Konnor et Viktor) battent New Age Outlaws (Billy Gunn et Road Dogg)                                | Tag Team match | 05:25 |
| 2                                                                | The Usos (Jey et Jimmy Uso) (c) battent The Miz et Damien Mizdow                                                  | Tag Team match pour le WWE Tag Team Championship                                                                     | 09:20 |
| 3                                                                | The Bella Twins (Brie et Nikki Bella) battent Paige et Natalya                                                    | Tag Team match | 08:05 |
| 4                                                                | Brock Lesnar (c) (avec Paul Heyman) bat John Cena et Seth Rollins (avec Jamie Noble et Joey Mercury)              | Triple Threat match pour le WWE World Heavyweight Championship,                                                      | 22:42 |
| 5                                                                | Roman Reigns l'emporte en éliminant en dernier Rusev                                                              | 30-Man Royal Rumble match (Le vainqueur gagne un match pour le WWE World Heavyweight Championship à WrestleMania 31) | 59:31 |
| (c) désigne le(s) champion(s) défendant son titre dans le match. | | |       |

### Entrées et éliminations du Royal Rumble match
Le vert ██ un invité spécial.
Le doré  le gagnant du match.
| Ordre d’entrée | Entrant             | Ordre d’élimination | Éliminé par                  | Temps | Nombre d'éliminations |
| -------------- | ------------------- | ------------------- | ---------------------------- | ----- | --------------------- |
| 1              | The Miz             | 1                   | Bubba Ray Dudley             | 04:01 | 0                     |
| 2              | R-Truth             | 2                   | Bubba Ray Dudley             | 04:13 | 0                     |
| 3              | Bubba Ray Dudley    | 3                   | Bray Wyatt                   | 05:22 | 2                     |
| 4              | Luke Harper         | 5                   | Bray Wyatt                   | 03:42 | 0                     |
| 5              | Bray Wyatt          | 25                  | Big Show et Kane             | 47:29 | 7                     |
| 6              | Erick Rowan         | 4                   | Bray Wyatt                   | 00:51 | 0                     |
| 7              | The Boogeyman       | 6                   | Bray Wyatt                   | 00:47 | 0                     |
| 8              | Sin Cara            | 7                   | Bray Wyatt                   | 00:37 | 0                     |
| 9              | Zack Ryder          | 8                   | Bray Wyatt                   | 00:34 | 0                     |
| 10             | Daniel Bryan        | 12                  | Bray Wyatt                   | 10:36 | 1                     |
| 11             | Fandango            | 11                  | Rusev                        | 07:50 | 0                     |
| 12             | Tyson Kidd          | 9                   | Daniel Bryan                 | 02:41 | 0                     |
| 13             | Stardust            | 16                  | Roman Reigns                 | 12:49 | 0                     |
| 14             | Diamond Dallas Page | 10                  | Rusev                        | 02:47 | 0                     |
| 15             | Rusev               | 29                  | Roman Reigns                 | 35:40 | 6                     |
| 16             | Goldust             | 15                  | Roman Reigns                 | 06:35 | 0                     |
| 17             | Kofi Kingston       | 14                  | Rusev                        | 03:04 | 0                     |
| 18             | Adam Rose           | 13                  | Rusev                        | 00:08 | 0                     |
| 19             | Roman Reigns        | —                   | Vainqueur                    | 27:29 | 6                     |
| 20             | Big E               | 19                  | Rusev                        | 15:04 | 0                     |
| 21             | Damien Mizdow       | 17                  | Rusev                        | 00:18 | 0                     |
| 22             | Jack Swagger        | 21                  | Big Show                     | 13:06 | 0                     |
| 23             | Ryback              | 20                  | Big Show et Kane             | 11:15 | 0                     |
| 24             | Kane                | 27                  | Roman Reigns                 | 17:13 | 4                     |
| 25             | Dean Ambrose        | 26                  | Big Show et Kane             | 10:40 | 1                     |
| 26             | Titus O'Neil        | 18                  | Dean Ambrose et Roman Reigns | 00:04 | 0                     |
| 27             | Bad News Barrett    | 22                  | Dolph Ziggler                | 06:10 | 0                     |
| 28             | Cesaro              | 23                  | Dolph Ziggler                | 05:16 | 0                     |
| 29             | Big Show            | 28                  | Roman Reigns                 | 08:39 | 5                     |
| 30             | Dolph Ziggler       | 24                  | Big Show et Kane             | 02:30 | 2                     |